# اتم لیتیوم

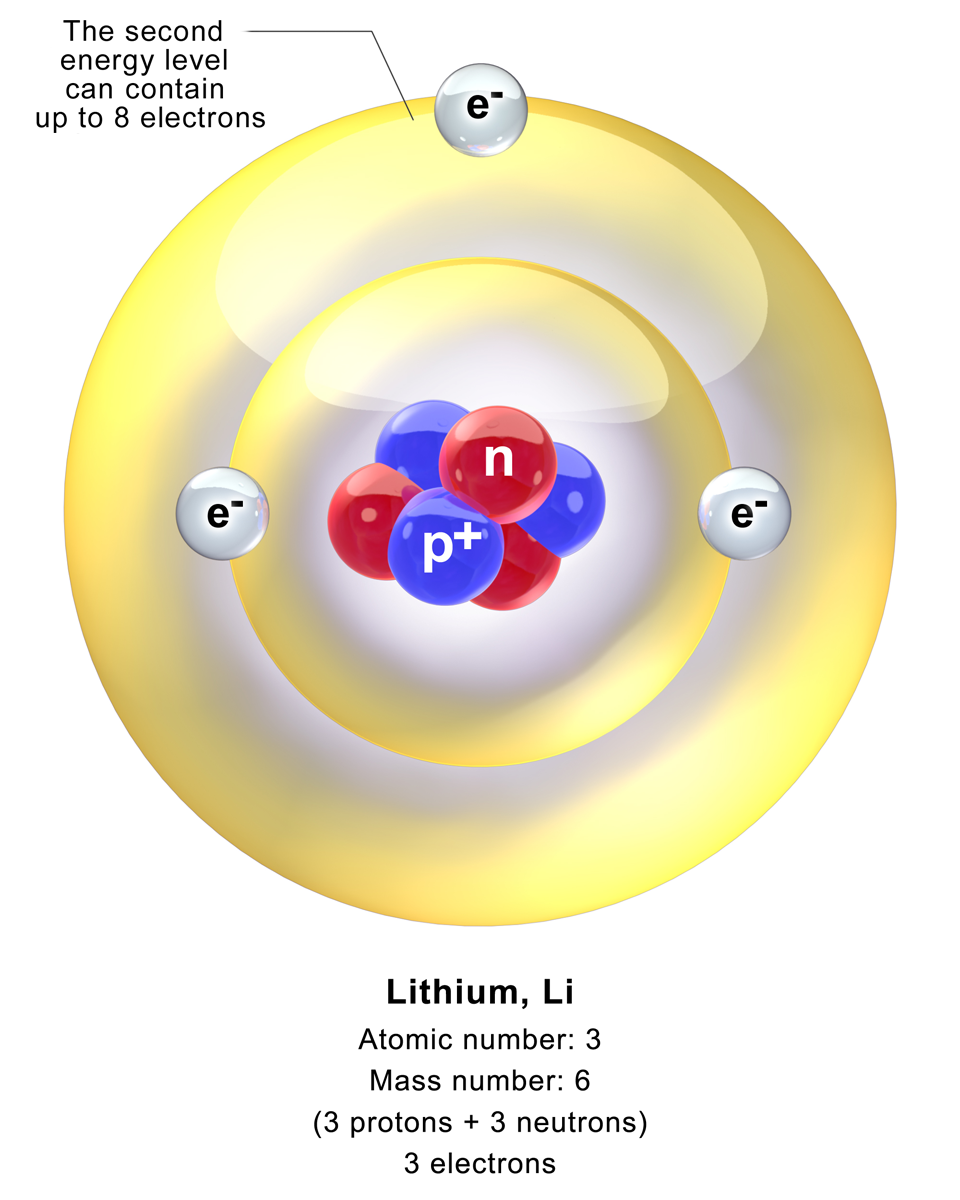
اتم لیتیوم

اتم لیتیوم (انگلیسی: Lithium atom)، اتمی از عنصر شیمیایی لیتیوم است. لیتیوم پایدار از سه الکترون تشکیل شده است که توسط الکترومغناطیس به هسته‌ای حاوی سه پروتون به همراه سه یا چهار نوترون (بسته به ایزوتوپ‌های لیتیم) متصل شده‌اند، که توسط نیروی هسته‌ای قوی در کنار هم نگه داشته شده‌اند. همانند مورد اتم هلیوم، راه حل بسته‌ای برای معادله شرودینگر برای اتم لیتیوم یافت نشده است. با این حال، تقریب‌های مختلفی مانند روش هارتری-فاک می‌تواند برای تخمین انرژی حالت پایه و تابع موج اتم استفاده شود. عیب کوانتومی مقداری است که انحراف از سطوح انرژی هیدروژنی را توصیف می‌کند.